# Lagocheirus xileuco
Lagocheirus xileuco är en skalbaggsart som beskrevs av Toledo 1998. Lagocheirus xileuco ingår i släktet Lagocheirus och familjen långhorningar. Inga underarter finns listade i Catalogue of Life.